# Стадіон Гасмонеї (Львів)
«Стадіон Гасмонеї Львів» (пол. Stadion Hasmonei Lwów) — нині неіснуючий багатофункціональний стадіон у Львові, відкритий 1923 року. Вміщував бл. 10 тисяч глядачів. Був домашньою ареною футбольного клубу «Гасмонея». Після пожежі 28 листопада 1932 року було прийнято рішення про будівництво нового стадіону в іншій місцевості (нині це стадіон «Торпедо» на Клепарові). На місці колишнього стадіону тепер гаражі.

## Історія
З моменту заснування клубу «Гасмонея» грала на різних полях у Львові (на Знесінні, на Замарстинові, на Янові, на стадіоні Сокола-Батька, в Парку Гімнастичного товариства та на стадіоні Поґоні). 1919 року клуб вирішив зібрати гроші на власне поле. Купити поле не вдавалося, тож 1920 року постановили збудувати власний стадіон. Для цього взяли в оренду землю на Кривчицях за Личаківською рогаткою. Роботу перервала польсько-радянська війна, в якій загинув Йозеф Парізер, що стояв на чолі будівництва. Відновлене в 1921 році будівництво вдалося завершити до 15-річчя клубу, а урочисте відкриття стадіону відбулося 7—8 липня 1923 року. В ці дні «Гасмонея» зіграла два матчі проти «Віво Будапешт» (програні відповідно 1:3 та 0:4).
Стадіон міг вмістити бл. 10 тисяч глядачів, з яких 2 тисячі вміщала головна трибуна під дахом. Згодом добудували бігову доріжку. 1924 року збудували другу трибуну, цього разу без даху, а також покращили бігову доріжку.
У понеділок 28 листопада 1932 року під кінець другого дня антисемітських студентських заворушень було підпалено головну трибуну стадіону, вона згоріла дощенту. Стадіон не було застраховано. Заплановані на наступний рік урочистості з нагоди 25-річчя клубу перенесли на стадіон «Чарних». Спершу планували відбудувати старий знищений стадіон, однак після отримання в оренду території на Клепарові в 1933 році розпочали будівництво нового об'єкта. Новий стадіон було завершено 1939 року і названо іменем президента клубу в 1929—1930 роках доктора Артура Александровича.
З початком Другої світової війни «Гасмонея» припинила існування, а після війни стадіон отримав клуб «Торпедо» (таку ж назву отримав і стадіон).